# Liste der Monuments historiques in Clairoix
Die Liste der Monuments historiques in Clairoix führt die Monuments historiques in der französischen Gemeinde Clairoix auf.

## Liste der Bauwerke
| Bezeichnung       | Beschreibung | Standort | Kennzeichnung | Schutzstatus | Datum | Bild           |
| ----------------- | ------------ | -------- | ------------- | ------------ | ----- | -------------- |
| Kirche St-Étienne |              | (Lage)   | PA00114597    | Inscrit      | 1926  | weitere Bilder |

## Liste der Objekte
| Bezeichnung | Beschreibung                          | Standort                        | Kennzeichnung | Schutzstatus | Datum | Bild           |
| ----------- | ------------------------------------- | ------------------------------- | ------------- | ------------ | ----- | -------------- |
| Taufbecken  | Kalkstein, Mitte des 13. Jahrhunderts | in der Kirche St-Étienne (Lage) | PM60000544    | Classé       | 1913  | weitere Bilder |